# Дараби, Делара
Делара Дараби (перс. دلارا دارابى‎; 29 сентября 1986, Решт, Гилян, Иран — 1 мая 2009, там же) — иранская девушка, обвинённая в убийстве кузины её отца и казнённая несмотря на многочисленные международные протесты. К моменту совершения вменяемого ей преступления девушка была несовершеннолетней — ей было 17 лет.

## Суть дела
Обвиняемая сначала призналась во вменяемом ей преступлении, но после оглашения приговора о смертной казни отказалась от своего признания, сказав, что взяла на себя вину своего жениха, надеясь, что это поможет им обоим избежать наказания, так как она на тот момент была несовершеннолетней. На момент совершения убийства девушке было 17 лет, а молодому человеку — 19.
Несмотря на многочисленные протесты международных организаций, в том числе организации «Международная амнистия», девушка была казнена через повешение, а её парень был приговорён к 10 годам тюремного заключения.